# Blasticorhinus obliterans
Blasticorhinus obliterans là một loài bướm đêm trong họ Noctuidae.